# Britónia
Britónia (português europeu) ou Britônia (português brasileiro) é o nome histórico de uma sé episcopal estabelecida em finais do século VI na antiga província romana da Galécia, no noroeste da Península Ibérica, por romano-britânicos em fuga dos anglo-saxões que haviam conquistado as ilhas britânicas. Hoje, tem-se que como sua sucedânea a Diocese de Mondonhedo-Ferrol.

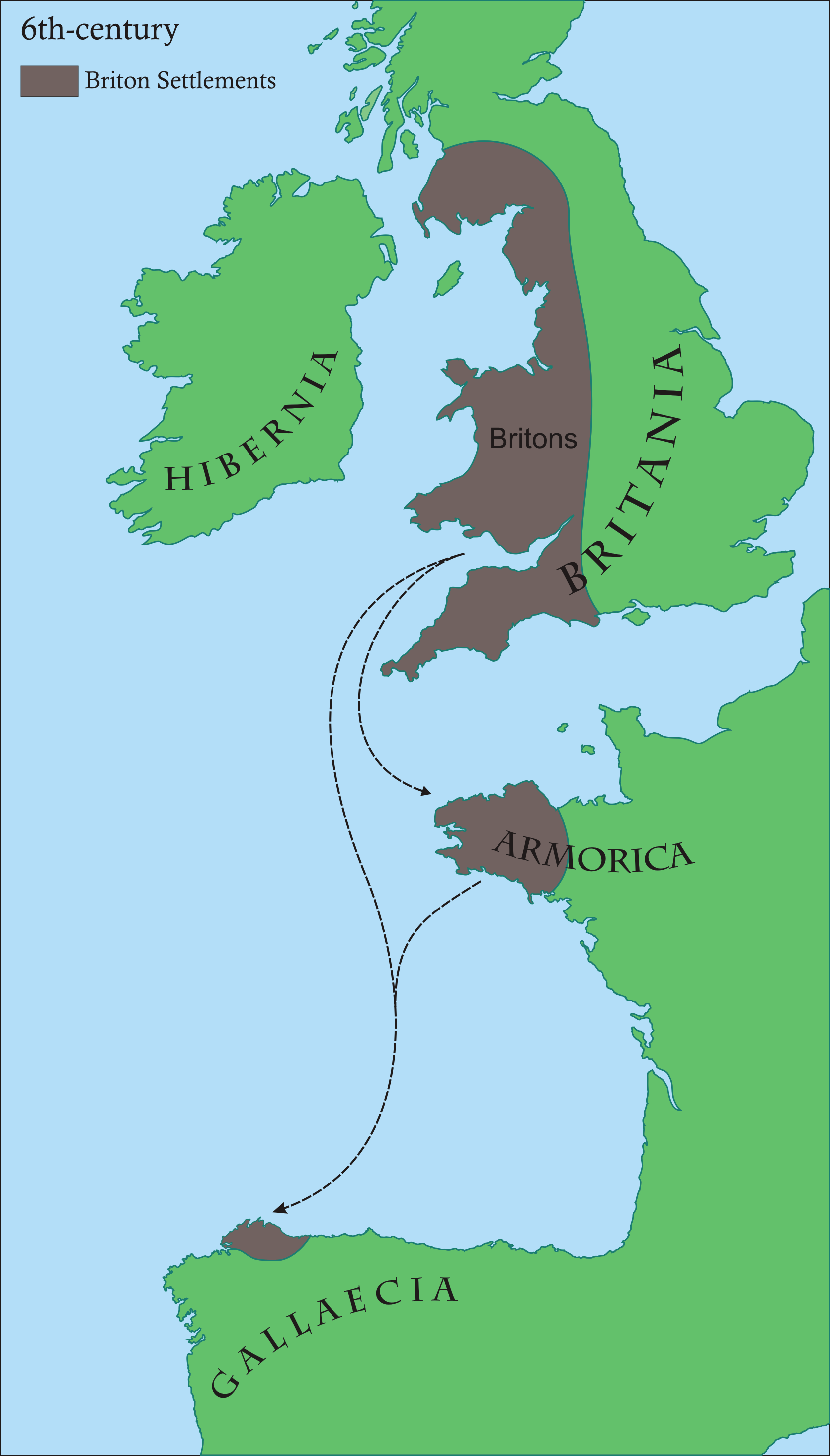
Migrações bretãs no século VI

Outra possibilidade é ter-se localizado na Bretonha (na Pastoriça, Lugo), partilhando étimo britónico também com outros topónimos na região.